# La Cabrera
|  | Per a altres significats, vegeu «La Cabrera (Mont-ral)». |

La Cabrera és un municipi de la Comunitat de Madrid, a la comarca de la Sierra Norte de Madrid. El 2020 tenia 2.736 habitants.